# متكاورة تيلورية
متكاورة تيلورية (الاسم العلمي:Sphaerophorus taylorii) هي نوع من الفطريات تتبع جنس المتكاورة من فصيلة المتكاورات.